# Susanne Röckel

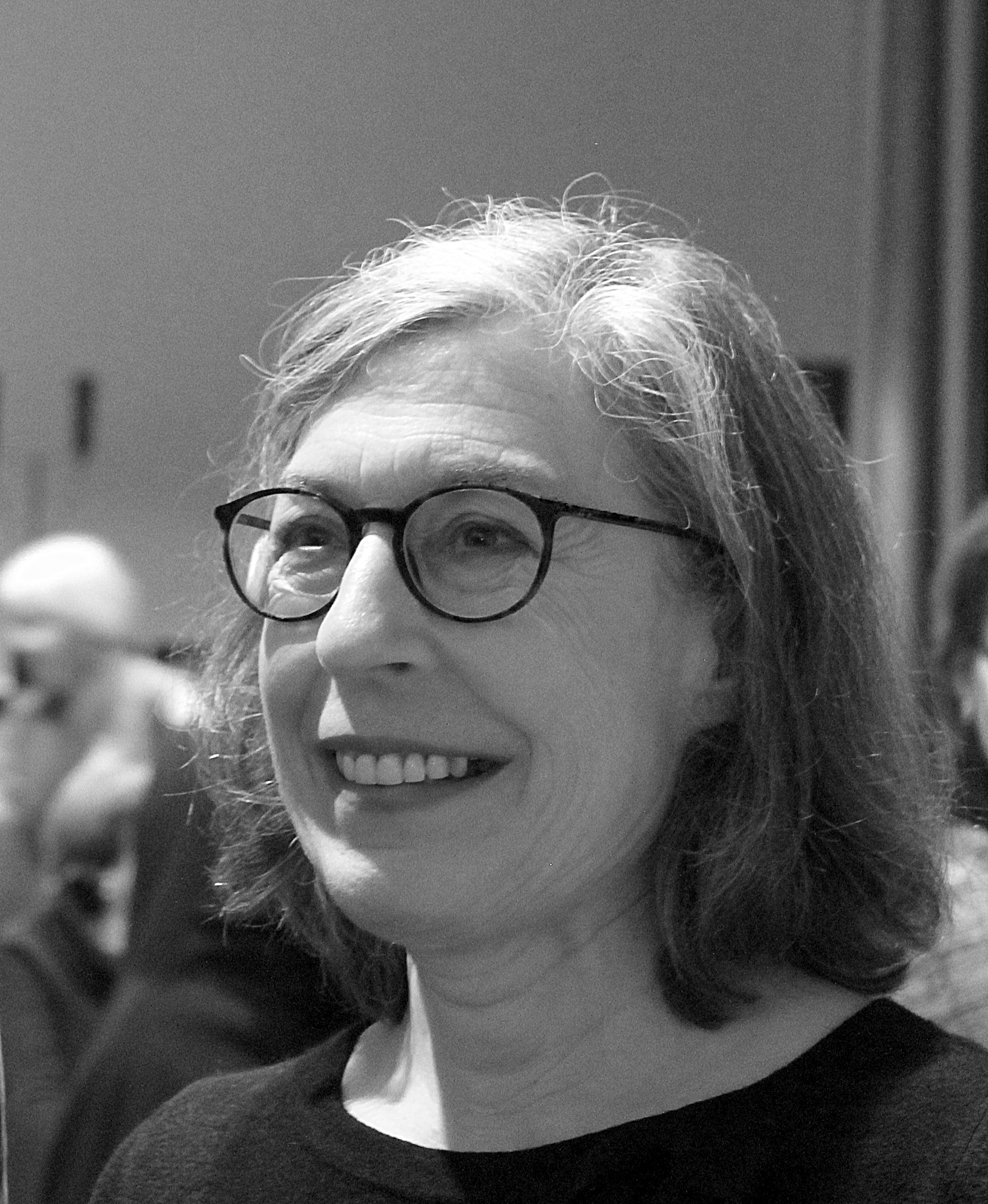
Susanne Röckel im Literaturhaus München

Susanne Röckel (* 14. Juni 1953 in Darmstadt) ist eine deutsche Schriftstellerin und literarische Übersetzerin, die auch unter dem Pseudonym Anne Spielmann veröffentlicht.

## Leben
Susanne Röckel studierte Germanistik und Romanistik an der Freien Universität Berlin. Nach längeren Auslandsaufenthalten war sie von 1978 bis 1984 als Mitarbeiterin der Zeitschrift Filmkritik und freie Lektorin tätig. 1990 nahm sie am Ingeborg-Bachmann-Wettbewerb in Klagenfurt teil. Von 1997 bis 1998 hielt sich Röckel in China auf und wirkte als Deutschlehrerin an einer Universität in Shanghai. Sie lebt heute in München.
Susanne Röckel ist Verfasserin von Romanen und Erzählungen. Daneben übersetzt sie aus der englischen und französischen Sprache.

## Werke
- Palladion, Salzburg 1989
- Der Kimonofärber, Salzburg 1990
- Der Käfig, München [u. a.] 1994
- Eschenhain, München 1997
- Chinesisches Alphabet, München 1999
- Aus dem Spiel, München 2003
- Vergessene Museen, Eichborn (Reihe Die Andere Bibliothek), Frankfurt/Main 2009, ISBN 978-3-8218-6217-0.
- Bilder wie Blumen, Göttingen 2009
- Rotula, Frankfurt/Main 2011
- Der Vogelgott, Salzburg [u. a.] 2018
- Kentauren im Stadtpark: Drei Erzählungen, Jung und Jung, Salzburg 2019, ISBN 978-3-99027-235-0.

### Als Übersetzerin
- Pierre Assouline: Zu Gast, in Blau, weiß, rot. Frankreich erzählt. Hg. Olga Mannheimer. dtv, München 2017 ISBN 978-3-423-26152-4 S. 243–250 (aus Les invités. 2009. Erstübersetzung)
- Thomas Buergenthal: Ein Glückskind, Frankfurt am Main 2007
- Antonia S. Byatt: Stilleben, Frankfurt am Main 2000 (übersetzt zusammen mit Melanie Walz)
- Lynne Cox: Der kleine Wal, München 2006 (übersetzt unter dem Namen Anne Spielmann)
- Carolly Erickson: Katharina die Große, München 1995 (übersetzt unter dem Namen Anne Spielmann)
- Paula Fox: Der Gott der Alpträume, München 2007 und div. andere
- Faïza Guène: Das Babar-Syndrom, in Blau, weiß, rot. Frankreich erzählt. Hg. Olga Mannheimer. dtv, München 2017 ISBN 978-3-423-26152-4 S. 251–261 (aus Un homme, ça ne pleure pas. 2014. Erstübersetzung)
- Bernd Heinrich: Ein Forscher und seine Eule, München 1993
- Janine di Giovanni: Der Morgen, als sie uns holten. Berichte aus Syrien. Fischer, Frankfurt 2016, ISBN 978-3-10-397230-6
- Rebekka Göpfert (Hrsg.): Ich kam allein, München 1994
- Christian Jacq: Die Herrscherin vom Nil, München 2003 (übersetzt unter dem Namen Anne Spielmann) und div. andere
- Lisa Jardine: Der Glanz der Renaissance, München 1999 (übersetzt unter dem Namen Anne Spielmann)
- Helen Oyeyemi: Das Ikarus-Mädchen, Berlin 2005 (übersetzt unter dem Namen Anne Spielmann)
- Lisa Scottoline: Mord unter Schwestern, München 2004 (übersetzt unter dem Namen Anne Spielmann) und div. andere
- Sylvain Tesson: Aus der Wüste, in Blau, weiß, rot. Frankreich erzählt. Hg. Olga Mannheimer. dtv, München 2017 ISBN 978-3-423-26152-4 S. 264–269 (aus S'abandonner à vivre. 2014. Erstübersetzung)
- Andrew Wilson: Schöner Schatten, Berlin 2003 (übersetzt zusammen mit Anette Grube)
- Irène Némirovsky, diverse Werke (alle Knaus Verlag)
- Carl Schrade, Elf Jahre (Wallstein)
- Antonia Byatt, Stilleben, Ragnarök (Insel Verlag)
- Ann Kirschner, Salas Geheimnis (S. Fischer Verlag)
- Thomas Buerghenthal, Ein Glückskind (S. Fischer)
- Joyce Carol Oates, Erzählungen (Die andere Bibliothek/Eichborn Verlag)
- Alexander Waugh, Das Haus Wittgenstein (S. Fischer)
- Kate Summerscale, Die Verfehlungen einer Lady: Der Fall der Mrs Robinson (Bloomsbury)
- Daniel Levitin, Die Welt in 6 Songs (Ed. Heidenreich)
- Atul Gawande, Sterblich sein (S. Fischer)
- Ibram X. Kendi, Gebrandmarkt (C.H. Beck)
- Vincent van Gogh, „Manch einer hat ein großes Feuer in seiner Seele“: die Briefe (gemeinsam mit Marlene Müller-Haas unter Mitarbeit von Andrea Prins; C.H. Beck)

## Auszeichnungen
- 1988: Gerhard-Fritsch-Literaturpreis
- 1989: Förderpreis des Freistaates Bayern für Literatur
- 1994: Stipendium des Künstlerhauses Schloss Wiepersdorf
- 1998: Mara-Cassens-Preis des Literaturhauses Hamburg
- 1999: Tukan-Preis der Stadt München
- 2005: Arbeitsstipendium Peking, Kulturstiftung des Bundes
- 2017: Arbeitsstipendium der Landeshauptstadt München (6000 Euro) für die Phantastischen Erzählungen
- 2018: Tukan-Preis der Stadt München für ihren Roman Der Vogelgott
- 2018: Franz-Hessel-Preis für Der Vogelgott (zusammen mit Anne-Marie Garat als französischer Preisträgerin; Verleihung des Preises im Juni 2019)
- 2025: Schwabinger Kunstpreis[3]